# Фон Эр II, Джеймс
Джеймс Р. Фон Эр II (род. в 1950 г.) — американский программист, изобретатель и предприниматель, бывший исполнительный директор корпорации Zyvex, первой в мире и самой успешной компании в области молекулярных нанотехнологий.
Фон Эр основал корпорацию Zyvex в 1997 году с целью сборки наноассемблера. Компания начала с создания микроэлектромеханических систем (MEMS). Позже Zyvex разделился на четыре филиала (Zyvex Technologies, Zyvex Instruments (приобретено DCG Systems, Inc.), Zyvex Labs и Zyvex Asia). Фон Эр также является действующим генеральным директором Zyvex Labs и председателем Zyvex Technologies. Фон Эх основал Altsys Corporation в декабре 1984 года и был президентом, председателем и главным исполнительным директором. Компания Altsys была известна разработкой Fontographer, редактора шрифтов на основе PostScript, а затем FreeHand, мощной иллюстративной программы на основе PostScript для художников и дизайнеров графики. Altsys был продан Macromedia в 1995 году, где фон Эр занимал место в Совете директоров почти четыре года.
В 2000 году фон Эр основал Инициативу по нанотехнологиям в Техасе и внес вклад в принятие Закона о научных исследованиях и разработках в области нанотехнологий в 2003 году.

## Внешние ссылки
- zyvex.com — официальный сайт Джеймс Фон Эр II
- How nanotechnology won the U.S. Open